# Gökstens BK

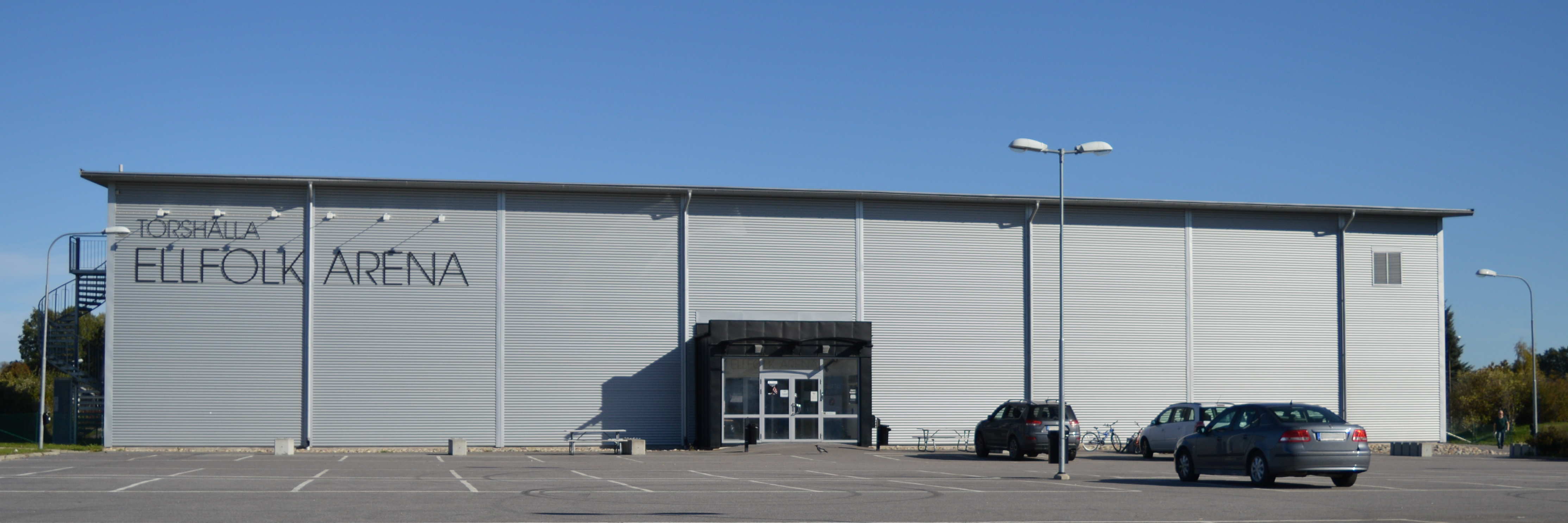
Ellfolk Arena, Gökstens hemmaplan.

Gökstens Bollklubb grundades 1969 i Torshälla strax norr om Eskilstuna. Gökstens BK har en aktiv ungdomsverksamhet i handboll. Damlaget spelar i division 2 norra. Hemmaarena är Gökstenshallen och Ellfolk Arena. Damlaget spelar sina hemmamatcher i Ellfolk Arena. På ungdomssidan har föreningen haft en stor bredd på speciellt flicksidan. 
Mest framgångsrika har man varit med årskullen -97 som vann SM-guld två gånger, först som B-flickor 2012 och två år senare, 2014, som A-flickor.
Även årskullen -98 (med några spelare från -99 kullen) har varit framgångsrika med två SM-silver i bagaget, åren 2013 och 2015 som B-flickor respektive A-flickor.